# Bajkowe Boże Narodzenie
Bajkowe Boże Narodzenie (ang. A Princess for Christmas) – amerykański film familijny z 2011 roku w reżyserii Michaela Damiana.

## Opis fabuły
Jules Daly (Katie McGrath) jest opiekunką swoich siostrzeńców. Wkrótce cała trójka zostaje zaproszona na święta przez dziadka dzieci (Roger Moore), do bajecznego zamku w Europie.

## Obsada
- Roger Moore jako Edward
- Katie McGrath jako Jules Daly
- Sam Heughan jako Ashton
- Charlotte Salt jako Lady Arabella Marchand du Belmont
- Leilah de Meza jako Maddie Huntington
- Travis Turner jako Milo Huntington